# NRL Auckland Nines
Die NRL Auckland Nines (aus Sponsoringgründen auch als Dick Smith NRL Auckland Nines bezeichnet) sind ein 9er-Rugby-League-Wettbewerb, der das erste Mal am 15. und 16. Februar 2014 im Eden Park stattfand. Die nächsten fünf Ausgaben werden ebenfalls im Eden Park stattfinden.
Teilnehmer sind alle 16 NRL-Vereine.

## Regeln
Die Regeln bei den NRL Auckland Nines unterscheiden sich in vielen Punkten von den normalen NRL-Regeln. Die wichtigsten Unterschiede sind:
- Ein Spiel dauert 2×9 Minuten mit einer zweiminütigen Halbzeitpause.
- Eine Mannschaft besteht aus neun Spielern und fünf Auswechselspielern.
- Es existiert kein Videobeweis.
- Hinter den Querstangen des Rugby-Tors existiert eine sogenannte "Bonus Zone". Wird ein Versuch in der Bonus Zone gelegt, zählt dieser nicht vier, sondern fünf Punkte.
- Erhöhungen und Kick-offs werden per Dropkick ausgeführt.
- Zeitstrafen dauern nur drei Minuten.
- Der Ballbesitz wechselt bereits nach fünf Tackles.

## Ergebnisse
| Saison | Sieger                   | 2. Finalist                | Ergebnis    |
| ------ | ------------------------ | -------------------------- | ----------- |
| 2014   | North Queensland Cowboys | Brisbane Broncos           | 16:7        |
| 2015   | South Sydney Rabbitohs   | Cronulla-Sutherland Sharks | 18:14 n. V. |
| 2016   | Parramatta Eels          | New Zealand Warriors       | 22:4        |
| 2017   | Sydney Roosters          | Penrith Panthers           | 10:8        |